# Manifestation du 17 avril 1984 à Londres

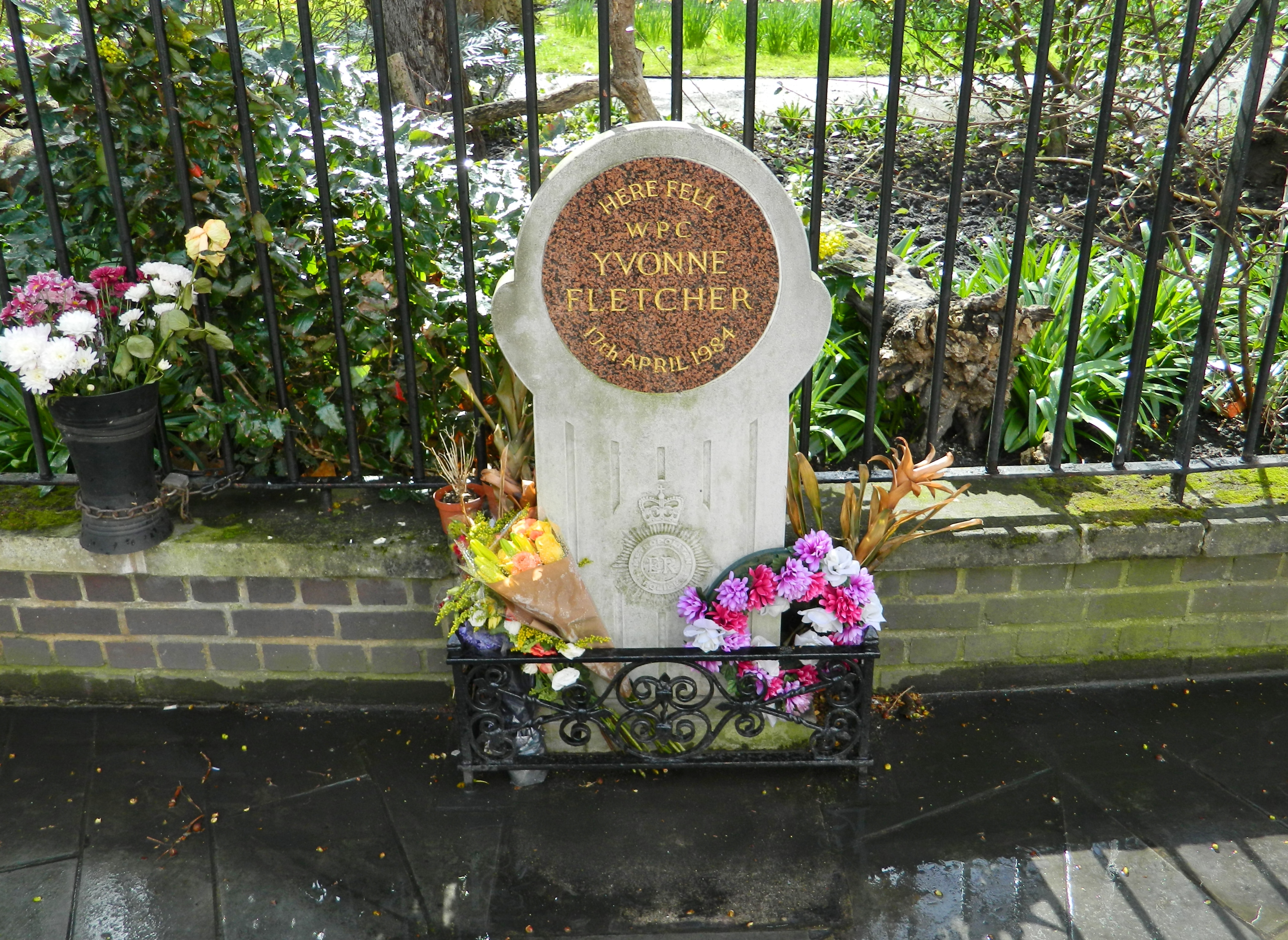
Mémorial au meurtre sur le site à St James's Square.

La manifestation du 17 avril 1984 devant l’ambassade libyenne à Londres reste connue par la mort d’Yvonne Fletcher. Elle est au départ une protestation d’étudiants libyens contre l’exécution d’opposants par la Libye. Une personne tire sur les manifestants depuis l’ambassade, tuant une policière et blessant onze manifestants. Cet évènement provoque une crise diplomatique entre le Royaume-Uni et la Libye.

## Manifestation
Le 16 avril 1984, trois opposants politiques sont exécutés en Libye. Le lendemain, de 60 à 75 opposants libyens manifestent en face de l'ambassade de la Jamahiriya arabe libyenne à St James's Square à Londres (Royaume-Uni). 
La policière Yvonne Fletcher du Metropolitan Police Service — sans armes, comme ses collègues — chargée du maintien de l'ordre est fauchée par une rafale de coups de feu de 9 × 19 mm Parabellum qui touche aussi onze manifestants, et meurt peu après à l’hôpital Westminster. La radio libyenne affirme qu'il s'agit d'un acte d'autodéfense.
Le 30 avril, après évacuation de l’ambassade, la police londonienne trouve des pistolets automatiques et des munitions dans l’ambassade, ainsi que des traces de poudre près de la fenêtre d’où ont été tirés les coups de feu.

## Conséquences
À la suite de sa mort, la police londonienne assiège pendant onze jours l'ambassade.
Du côté libyen, l’ambassade britannique à Tripoli est également assiégée.
Les autorités britanniques rompent les relations diplomatiques avec le régime du colonel Mouammar Kadhafi le 18 avril. Le 27 avril, les 30 personnels de l’ambassade sont évacués par la police de Londres ; les personnels concernés par l’immunité diplomatique, dont le meurtrier, sont renvoyés en Libye.
L'affaire est déterminante dans la décision de la Première ministre britannique Margaret Thatcher d'autoriser deux ans plus tard le président américain Ronald Reagan à lancer l'opération El Dorado Canyon, une série de raids aériens sur des cibles libyennes effectués par des avions américains basés en Angleterre.
Personne n'a jamais été condamné pour le meurtre d'Yvonne Fletcher. En 1999, le régime de Kadhafi reconnaît cependant sa responsabilité dans sa mort et accepte d'octroyer une compensation financière à sa famille.

## Sources
- (en) Cet article est partiellement ou en totalité issu de l’article de Wikipédia en anglais intitulé « Murder of Yvonne Fletcher » (voir la liste des auteurs).